# Jean Brismée
Jean Brismée, né le 20 août 1926 à Pipaix (Leuze-en-Hainaut) et mort le 18 janvier 2024, est un réalisateur de cinéma belge, auteur de films documentaires et fantastiques.
Jean Brismée est un des créateurs de l'Institut national supérieur des arts du spectacle et des techniques de diffusion. 
Il réalise en 1971 La plus longue nuit du diable, le seul film belge d'exploitation qui eut une très large sortie internationale dans les réseaux authentiquement d'exploitation.
En 1995, les éditions Mardaga ont publié Cinéma: cent ans de cinéma en Belgique par Jean Brismée.

## Filmographie
- 1955: le théorème de Pythagore (animation/coréalisation: Fernand Clausse)
- 1956 : Forges (co-réalisation : André Delvaux) (Prix du Film Industriel au Festival National d'Anvers 1956)
- 1957: L'oeil révélateur: les animaux bâtisseurs (coréalisation: Jacques Delcorde) (TV)
- 1958: Enfants d'aujourd'hui et de demain
- 1958 : Cinéma, bonjour (TV)
- 1959: passion des hommes/Onze drang naar bevrijding
- 1959 : La Planète fauve (TV) (co-réalisation : André Delvaux)
- 1960: Agnès Varda, photographe (TV)
- 1961: Le soleil noir d'Agnès Varda I (TV)
- 1961: Le soleil noir d'Agnès Varda II (TV)
- 1961: Jean Rouch (coréalisation: André Delvaux)
- 1964 : Monsieur Plateau (Prix spécial du Jury court métrage à l'unanimité au Festival de Cannes 1965[2])
- 1965: Andreas Vésalius
- 1966: Médecine 1967
- 1966: From east flanders with love
- 1966: La greffe rénale
- 1971 : La plus longue nuit du diable ou Au service du diable ou La nuit des pétrifiés
- 1972: Modmath (animation/coréalisation: Etienne de Bruyne)
- 1975: Le Maugré (TV)
- 1976: Nutons et sotais (TV)
- 1977: L'affaire Coecke et Goethals (TV)
- 1977: Sur les traces de Louis Hennepin (TV)
- 1978: Jean-Charles Houzeau de Lehaie ou la passion de la liberté (TV)
- 1979:  Charles-Joseph de Ligne, prince cosmopolite (TV)
- 1979: Raoul Warocqué ou la fin d'une dynastie (TV)
- 1979: Ernest Solvay ou la création d'un empire (TV)
- 1979: L'affaire du château de Bitremont (TV)
- 1980: Jean-Nicolas Perlot, chercheur d'or (TV)
- 1983 : Le Meilleur des mondes (série TV): 
  - Le Hasard et la nécessité
  - La Termitière du 21e siècle
  - Robots et bactéries au travail
  - Les Terres vierges du temps libre
  - Le Cocktail d'énergies
  - La Société planétaire
- 1987 : Images et réalité (série TV):
  - Neurophysiologie de la vision
  - Mémoire et souvenirs
  - Images de la nuit
  - Une fenêtre ouverte sur un monde nouveau
  - L'Impérialisme de l'image